# 467
| [ Edytuj tabelę ]          |                                    |
| Cesarz Bizancjum           | - 457 Leon I 474                   |
| Król Franków               | - 457 Childeryk I 481              |
| Chan Hunów                 | - 454 Dengizek 469 - 458 Ernak 469 |
| Król Kentu                 | - 455 Hengest 488                  |
| Patriarcha Konstantynopola | - 458 Gennadiusz I 471             |
| Władca Korei               | - 413 Changsu 491                  |
| Król Munsteru              | - 453 Óengus 489                   |
| Papież                     | - 461 Hilary I 468                 |
| Król Persji                | - 459 Peroz I 484                  |
| Cesarz Rzymu               | - 467 Antemiusz 472                |
| Król Wandalów              | - 428 Genzeryk 477                 |
| Król Wizygotów             | - 466 Euryk 484                    |

Rok 467 / CDLXVII
stulecia: IV wiek ~
V wiek ~
VI wiek

lata: 457 «
462 «
463 «
464 «
465 «
466 «
467
» 468
» 469
» 470
» 471
» 472
» 477

## Wydarzenia
- 12 kwietnia – cesarz Leon I wybiera swojego generała Antemiusza na cesarza zachodniorzymskiego. Sprzymierza się z Rycymerem, de facto władcą Rzymu, i poślubia jego córkę Alypię, aby wzmocnić stosunki i zakończyć działania wojenne między Wschodnim a Zachodnim Cesarstwem.
- Lato – Król Genzeryk przedłuża wyprawy piratów na Morze Śródziemne; Wandalowie plądrują i zniewalają ludność zamieszkującą Illyricum, Peloponez i inne części Grecji. Leon I łączy siły z zachodnim imperium.
- Starożytne fortyfikacje w Wielkiej Brytanii zostały ponownie ufortyfikowane i zbudowano Wansdyke (data przybliżona).
- Cesarz Skandagupta umiera po 12 latach panowania, gdy Hunowie konsolidują swoje podboje w zachodnich Indiach. Jego następcą zostaje jego przyrodni brat Purugupta.

## Urodzili się
- 13 października – Xiaowen, chiński władca z Północnej dynastii Wei (zm. 499)
- Cerdic, pierwszy władca anglosaskiego Wessexu (data przybliżona)
- Leon II, cesarz bizantyński (zm. 474)
- Liu Zhun, chiński władca z dynastii Liu Song (zm. 479)

## Zmarli
- Benigny z Armagh, irlandzki biskup (data przybliżona)
- Skandagupta, indyjski władca z Dynastii Guptów